# 파라마운트 뉴스

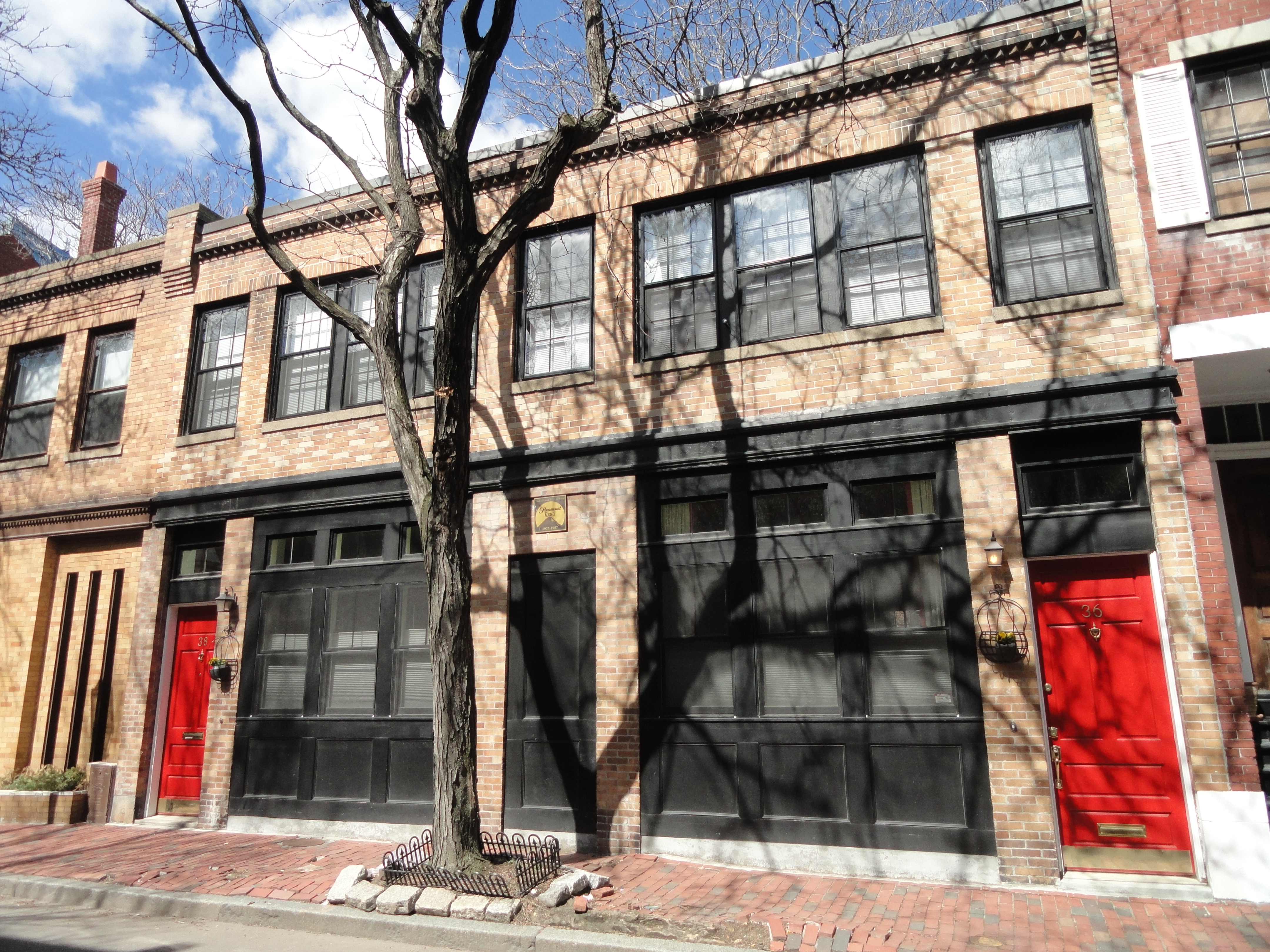
보스턴에 있는 파라마운트 뉴스 본사 (2013년)

파라마운트 뉴스(영어: Paramount News)는 파라마운트 픽처스가 1927년부터 1957년까지 제작한 뉴스 영화 시리즈이다.

## 역사

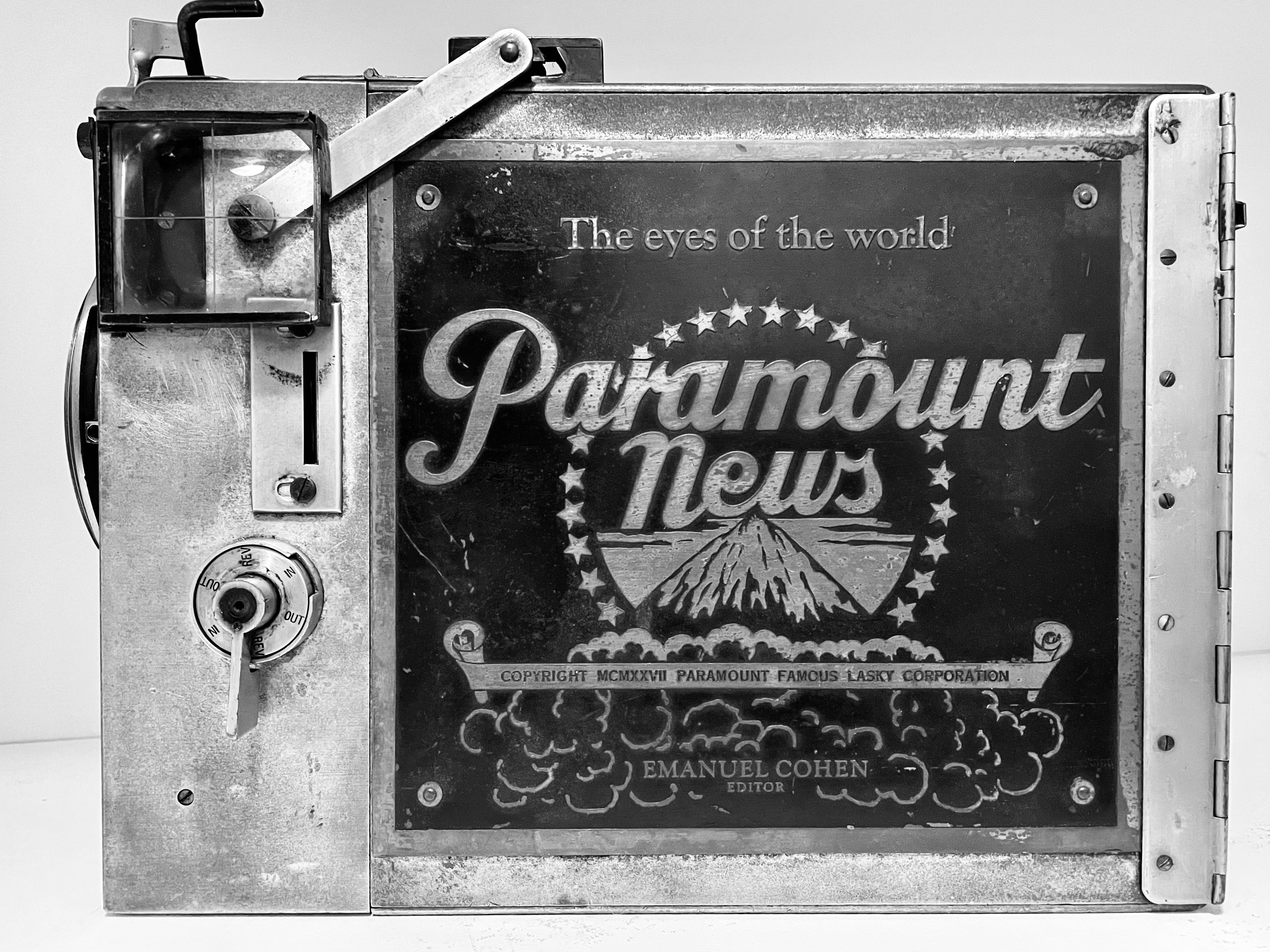
파르보 시리즈 K 파라마운트 뉴스 카메라. 현존하는 두 대의 영화 장비 중 하나이다.

파라마운트 뉴스릴 사업은 1927년 에마누엘 코헨이 편집자로 참여하면서 시작되었다. 이 뉴스릴은 1957년 폐쇄될 때까지 일반적으로 주 2회 전국 극장에 배포되었다. 초창기에는 파라마운트 뉴스 푸티지가 무성으로 제작되었고, 독특한 파라마운트 로고와 "세상의 눈 (The Eyes of the World)"이라는 슬로건이 새겨진 데브리 파르보 카메라로 촬영되었다. 파라마운트가 이 카메라를 약 15대 구입한 것으로 추정되지만, 현재는 몇 대만 남아 있으며, 그 중 한 대는 파라마운트 스튜디오에서 볼 수 있다.
파라마운트 뉴스릴은 일반적으로 7분에서 9분 정도 진행되었으며, 평균 스토리는 40초에서 90초 사이였다. 초창기 뉴스릴은 무성으로, 해설은 타이틀 카드를 통해 제시되었다. 1930년경에는 사운드가 도입되었고, 내레이션을 제공하기 위해 성우 (아래 참조)가 고용되었다.
뉴스가 중요한 경우, 전체 호가 하나의 주요 스토리에 할애되기도 했다. 예를 들어, 진주만 폭격(1941년), 프랭클린 D. 루스벨트의 대통령 3선 취임(1941년), 짐 소프, 베이브 루스, 제시 오언스, 잭 뎀프시, 베이브 디드릭슨 등 스포츠 스타들이 조명된 1950년 중반 스포츠 설문조사 발표, 또는 전년도 올아메리칸 대학 미식축구팀 요약 등이 그러했다.
일반적인 호는 "하드" 뉴스 항목으로 시작하여 "소프트" 뉴스 항목으로 진행되었고, 보통 최근 스포츠 이벤트 요약으로 마무리되었다.
파라마운트 카메라맨들은 몇몇 희귀하고 독점적인 푸티지를 촬영하여, 파테 뉴스 (1910-1956), 폭스 무비톤 뉴스 (1928-1963), 허스트 메트로톤 뉴스 (1914-1967), 유니버설 뉴스릴 (1929-1967), 더 마칭 오브 타임 (1935-1951) 등 다른 뉴스릴 사업자들과의 경쟁에서 파라마운트 뉴스를 선두에 서게 했다.

파라마운트 뉴스 카메라맨이 워싱턴 D.C.에서 미국 상원 시민 자유 위원회에 1937년 메모리얼 데이 학살에 대해 증언하는 모습 (1937년 7월 2일)

파라마운트 뉴스의 독점적인 특종 중 하나는 시카고에서 발생한 1937년 리퍼블릭 철강 파업이었다. 메모리얼 데이인 1937년 5월 26일, 파업은 학살로 번졌고, 이는 1937년 영화 리퍼블릭 철강 파업 폭동 뉴스릴 푸티지에 기록되었다.
파라마운트 뉴스의 주요 내용은 17세에 고등학교 농구를 하던 농구 선수 윌트 체임벌린이 스포츠계에 소개된 것, 그리고 밥 호프, 빙 크로스비, 마틴 앤 루이스, 솔로 활동을 한 제리 루이스, 1944년 뉴욕의 파라마운트 극장에서 바비 삭서 팬들이 환호하는 가운데 프랭크 시나트라가 공연하는 등 파라마운트 영화 시사회 및 스타들에 대한 수많은 특별 취재 기사들을 포함한다. 그러나 W. C. 필즈가 파라마운트 세트에서 영화 국제 호텔을 촬영하던 중 1933년 롱비치 지진이 발생했을 때의 푸티지는 나중에 해당 영화 제작진이 홍보 목적으로 조작한 것으로 밝혀졌다.
파라마운트의 거물 아돌프 주커는 파라마운트 뉴스를 "제작"했으며 수년 동안 많은 뉴스릴에 출연했다. 파라마운트 뉴스의 슬로건은 "세상의 눈과 귀 (The Eyes and Ears of the World)" (초기 무성 시절에는 "세상의 눈 (The Eyes of the World)")였으며, 이는 잘 알려진 엔딩에 포함되었다. 엔딩에는 카메라맨이 커다란 35mm 영화 카메라를 관객 쪽으로 돌리는 모습이 담겼다. 이때는 엘시 제니스가 작곡한 "파라마운트 온 퍼레이드"라는 음악 테마가 흘러나왔고, 이 음악은 나중에 파라마운트 픽처스의 오디오 로고가 되었다.

## 성우
성우로는 뉴스 발표의 주역을 맡았고 1957년 시리즈가 끝날 때까지 유일하게 남아있던 그레고리 애벗 (1900–1981)이 있었다. 빌 슬레이터는 수년간 내레이션을 담당했다. 다른 내레이터로는 가브리엘 히터 (1930년대 초 파라마운트 뉴스 특별호에서 성우들을 소개했는데, 그레고리 애벗도 이들 중 한 명이었다), 빈센트 코널리, 모리스 조이스, 데니스 제임스 (후에 TV 게임 쇼 및 버라이어티 쇼 진행자), 길버트 마틴, 프랭크 갤럽 등이 있었다.
스포츠 부문은 초기에 빌 슬레이터가 내레이션을 담당했으며, 1948년부터 1957년 파라마운트 뉴스가 끝날 때까지 전 운동선수이자 미식축구 선수인 마티 글릭먼이 담당했다. 그는 나중에 뉴욕 스포츠의 목소리로 알려졌으며 스포츠 방송계에서 명성을 얻었다. 조니 모스트, 돈 던피, 잭슨 벡과 같은 다른 방송인들은 몇몇 파라마운트 뉴스 발매에 스포츠 내레이션을 도와주었고, 벡은 몇몇 "하드 뉴스" 스토리도 다루었다. 그레고리 애벗, 길버트 마틴, 모리스 조이스도 일부 스포츠 스토리를 다루었다.

## 현재 상황 및 소유권
프로듀서 셔먼 그린버그는 그의 회사 셔먼 그린버그 필름 라이브러리 (1958년 설립, 미국 파테 뉴스 라이브러리의 50% 지분도 인수한 회사)를 통해 1960년대 초 파라마운트 뉴스 라이브러리의 권리를 획득했으며, 셔먼 그린버그는 현재 라이브러리의 권리를 소유하고 있으며, 스톡 푸티지는 게티이미지가 대표한다.

## 수상
파라마운트 뉴스 이슈 #37 (1946)은 아카데미상 최우수 단편 다큐멘터리상 후보에 올랐다.